# Liodessus antrias
Liodessus antrias är en skalbaggsart som beskrevs av Guignot 1955. Liodessus antrias ingår i släktet Liodessus och familjen dykare. Inga underarter finns listade i Catalogue of Life.